# CLIC5
CLIC5 (англ. Chloride intracellular channel 5) – білок, який кодується однойменним геном, розташованим у людей на короткому плечі 6-ї хромосоми. Довжина поліпептидного ланцюга білка становить 410 амінокислот, а молекулярна маса — 46 503.
| 10         |  | 20         |  | 30         |  | 40         |  | 50         |
| ---------- |  | ---------- |  | ---------- |  | ---------- |  | ---------- |
| MNDEDYSTIY |  | DTIQNERTYE |  | VPDQPEENES |  | PHYDDVHEYL |  | RPENDLYATQ |
| LNTHEYDFVS |  | VYTIKGEETS |  | LASVQSEDRG |  | YLLPDEIYSE |  | LQEAHPGEPQ |
| EDRGISMEGL |  | YSSTQDQQLC |  | AAELQENGSV |  | MKEDLPSPSS |  | FTIQHSKAFS |
| TTKYSCYSDA |  | EGLEEKEGAH |  | MNPEIYLFVK |  | AGIDGESIGN |  | CPFSQRLFMI |
| LWLKGVVFNV |  | TTVDLKRKPA |  | DLHNLAPGTH |  | PPFLTFNGDV |  | KTDVNKIEEF |
| LEETLTPEKY |  | PKLAAKHRES |  | NTAGIDIFSK |  | FSAYIKNTKQ |  | QNNAALERGL |
| TKALKKLDDY |  | LNTPLPEEID |  | ANTCGEDKGS |  | RRKFLDGDEL |  | TLADCNLLPK |
| LHVVKIVAKK |  | YRNYDIPAEM |  | TGLWRYLKNA |  | YARDEFTNTC |  | AADSEIELAY |
| ADVAKRLSRS |  |            |  |            |  |            |  |            |

A: Аланін

C: Цистеїн

D: Аспарагінова кислота

E: Глутамінова кислота

F: Фенілаланін

G: Гліцин

H: Гістидин

I: Ізолейцин

K: Лізин

L: Лейцин

M: Метіонін

N: Аспарагін

P: Пролін

Q: Глутамін

R: Аргінін

S: Серин

T: Треонін

V: Валін

W: Триптофан

Кодований геном білок за функціями належить до іонних каналів, потенціалзалежних каналів, хлорних каналів. 
Задіяний у таких біологічних процесах, як транспорт іонів, транспорт, альтернативний сплайсинг. 
Білок має сайт для зв'язування з хлоридом. 
Локалізований у цитоплазмі, цитоскелеті, мембрані, апараті гольджі.